# Вестфилд (Илиноис)
Вестфилд (енгл. Westfield) град је у америчкој савезној држави Илиноис.

## Демографија
По попису из 2010. године број становника је 601, што је 77 (-11,4%) становника мање него 2000. године.
| Група             | 2000.       | 2010.       |
| Белци             | 662 (97,6%) | 585 (97,3%) |
| Афроамериканци    | 3 (0,4%)    | 8 (1,3%)    |
| Азијати           | 2 (0,3%)    | 0 (0,0%)    |
| Хиспаноамериканци | 2 (0,3%)    | 2 (0,3%)    |
| Укупно            | 678         | 601         |